# Unsere Altmark
Unsere Altmark war eine deutsche Zeitschrift mit thematischem Bezug zur Altmark.

## Geschichte
Die Zeitschrift trug den Untertitel: Heimatblatt für Altmärker in der Bundesrepublik Deutschland. Sie war dazu bestimmt, den geflüchteten oder vertriebenen Altmärkern in der BRD ein Stück Heimatgefühl zu geben. Sie erschien zunächst im Bremer Verlag von Friedrich Wilhelm Giebel, später im Seßlacher Heimatverlag Köhnke und zuletzt beim Nürnberger Verlag Preussler.

## Aufbau
Sie enthielt regionale und regionalhistorische Artikel mit Bezug zur Altmark, zudem auch Nachrufe.

## Erscheinungsverlauf
Das Blatt erschien von 1960 bis 2007. Naturgemäß hatte sich mit dem Mauerfall 1989 ein Teil des Zweckes der Zeitschrift erübrigt.